# Родс, Бетти Джейн
Бе́тти Джейн Родс (англ. Betty Jane Rhodes; 21 апреля 1921 или 24 апреля 1921, Рокфорд — 27 декабря 2011 или 26 декабря 2011, Лос-Анджелес, Калифорния) — американская актриса радио и кино, певица. Также известна как Бетти Родс и Джейн Родс.

## Биография
Бетти Джейн Родс родилась 21 (согласно некоторым источникам — 24) апреля 1921 года в городе Рокфорд (штат Иллинойс, США). В семь лет переехала с родителями и старшим братом в Калифорнию, и почти сразу начала выступать на местном радио, позднее работала на радиостанциях KHJ и KFWB. В начале 1930-х годов была дубляж-певицей на киностудии RKO Pictures, зарабатывая 200 долларов в неделю. В 1936 году впервые появилась на широком экране «вживую», и уже вскоре 15-летняя актриса стала получать 1000 долларов (ок. 18 730 долларов в ценах 2020 года) в неделю, после того как подписала шестилетний контракт с Universal Pictures. Кино-карьера Родс продолжалась недолго, всего восемь лет, за которые она снялась в 22 лентах (пять из них были короткометражными, а в трёх она не была указана в титрах).
Около 1947 года Родс окончила свою карьеру актрисы, как в кино, так и на радио, и полностью посвятила себя семье.
Бетти Джейн Родс скончалась 27 (согласно некоторым источникам — 26) декабря 2011 года в Лос-Анджелесе (штат Калифорния).

### Личная жизнь
В 1945 году Родс вышла замуж за Уиллета Брауна (1905—1993), сооснователя радиосети Mutual Broadcasting System. Пара прожила вместе почти полвека, до самой смерти мужа. У них был один общий ребёнок, Кимберли, а также актриса стала мачехой сыновьям Брауна, Майклу и Питеру, и его дочери Патрисии.

## Избранная фильмография
| Актриса - 1936 — Забытые лица / Forgotten Faces — Салли МакБрайд - 1936 — Аризонские рейдеры / The Arizona Raiders — Линта Линдси - 1937 — Джим из джунглей / Jungle Jim — Джоан Редмонд - 1937 — Дверь на сцену / Stage Door — Энн - 1938 — Чудесно проводя время / Having Wonderful Time — певица (в титрах не указана) - 1940 — Миллионер-плейбой / Millionaire Playboy — девушка в домике с теннисной ракеткой (в титрах не указана) - 1941 — Вдоль Рио-Гранде / Along the Rio Grande — Мэри Лоринг - 1941 — Они встретились в Аргентине / They Met in Argentina — певица во время вступительных титров (в титрах не указана) - 1941 — Горный лунный свет / Mountain Moonlight — Кэрол Уивер - 1942 — На флоте / The Fleet's In — Диана Голден - 1942 — Девушка в свитере / Sweater Girl — Луиза Менард - 1942 — ? / Priorities on Parade — Ли Дэвис - 1942 — Звёздно-полосатый ритм / Star Spangled Rhythm — в роли самой себя - 1943 — Салют для троих / Salute for Three — Джуди Эймс - 1943 — Марди Гра / Mardi Gras — Сьюзи Браун - 1944 — ? / You Can't Ration Love — Бетти Хэммонд | Исполнение песен - 1936 — Аризонские рейдеры / The Arizona Raiders — «My Melancholy Baby» - 1937 — Дверь на сцену / Stage Door — «A Sailboat in the Moonlight and You» - 1938 — Чудесно проводя время / Having Wonderful Time — «My First Impression of You» и «Nighty Night» - 1941 — Вдоль Рио-Гранде / Along the Rio Grande — «Old Monterey Moon» и «Along the Rio Grande» - 1941 — Они встретились в Аргентине / They Met in Argentina — «North America Meets South America» - 1942 — На флоте / The Fleet's In — «The Fleet's In» - 1942 — Девушка в свитере / Sweater Girl — «I Said No» и «I Don't Want to Walk Without You» - 1942 — ? / Priorities on Parade — «You're in Love with Someone Else», «I'd Love to Know You Better» и «Payday» - 1942 — Звёздно-полосатый ритм / Star Spangled Rhythm — «On the Swing Shift» - 1943 — Салют для троих / Salute for Three — «Left-Right», «I'll Do It For You (Danger Kissing a Stranger)» и «Don't Worry» - 1943 — Марди Гра / Mardi Gras — «All The Way» и «At The Mardi Gras» - 1944 — ? / You Can't Ration Love — «Louise», «Nothing Can Replace a Man» и «Look what you did to Me» |